# Сугатка
Сугатка — река в России, протекает по Талицкому району Свердловской области. Устье реки находится в 295 км от устья Пышмы по левому берегу. Длина реки составляет 19 км.

## Название
Название реки происходит от татарского слова сугат — «место водопоя». Так же возможно от татарского су — «вода, река», ат — «лошадь», то есть «лошадиная река».

## Данные водного реестра
По данным государственного водного реестра России относится к Иртышскому бассейновому округу, водохозяйственный участок реки — Пышма от Белоярского гидроузла и до устья, без реки Рефт от истока до Рефтинского гидроузла, речной подбассейн реки — Тобол. Речной бассейн реки — Иртыш.
Код объекта в государственном водном реестре — 14010502212111200008096.

## Населённые пункты
- пос. Сосновка
- пос. Пионерский
- д. Сугат
- пос. Троицкий